# Eva De Dominici

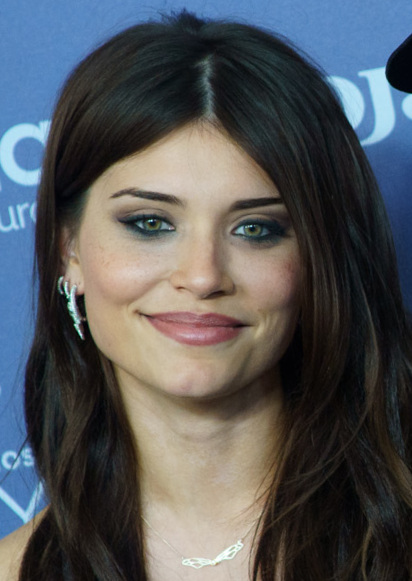
Eva De Dominici (2023)

Eva De Dominici (* 21. April 1995 in Avellaneda) ist eine argentinische Filmschauspielerin und Model.

## Leben
Eva De Dominici wurde bereits ab 11 Jahren als Schauspielerin tätig und spielte in Kinderserien, später Jugendserien, mit. Es folgten Telenovelas wie Somos familia, Camino al amor oder Los ricos no piden permiso sowie mehrere Spielfilme. 2018 zog sie in die Vereinigten Staaten. Hier spielte sie im Science-Fiction-Film Cosmic Sin und der Serie The Cleaning Lady mit.

## Filmografie (Auswahl)
- 2006: Chiquititas sin fin (Fernsehserie, 58 Folgen)
- 2007–2008: Patito feo (Fernsehserie, 30 Folgen)
- 2011: Cuando toca la campana (Fernsehserie, 38 Folgen)
- 2011: Dance! (Fernsehserie, 9 Folgen)
- 2014: Somos familia (Fernsehserie, 183 Folgen)
- 2014: Camino al amor (Fernsehserie, 120 Folgen)
- 2015: El Encuentro de Guayaquil
- 2016: La última fiesta
- 2016: El Tigre – Heißes Blut (Sangre en la boca)
- 2016: Los ricos no piden permiso (Fernsehserie, 176 Folgen)
- 2017: Golpe al corazón (Fernsehserie, Folge 1x120)
- 2017: La fragilidad de los cuerpos (Fernsehserie, 8 Folgen)
- 2018: You Shall Not Sleep (No dormirás)
- 2018: Sangre blanca
- 2019: The Soviet Sleep Experiment
- 2020: Famoso (Fernsehserie, Folge 3x09)
- 2021: Cosmic Sin – Invasion im All (Cosmic Sin)
- 2021: Maradona: Blessed Dream (Maradona: Sueño bendito, Fernsehserie, 3 Folgen)
- 2022–2024: The Cleaning Lady (Fernsehserie, 32 Folgen)
- 2023: Barrabrava (Fernsehserie, 2 Folgen)
- 2024: The Uninvited
- 2024: Sayen – La Cazadora
- 2025: Forge